# Jordi Hiwula-Mayifuila
Jordi Hiwula-Mayifuila (Manchester, 1996. március 15. –) angol korosztályos válogatott labdarúgó, a Coventry City csatára.

## Külső hivatkozások
- transfermarkt
- mcfc.co.uk Archiválva 2014. május 17-i dátummal a Wayback Machine-ben